# فرودگاه ود مدنی
فرودگاه ود مدنی  (به انگلیسی: Wad Medani Airport)  یک فرودگاه   با کد یاتا DNI است . این فرودگاه در  کشور سودان قرار دارد .